# Project Euler
Project Euler (nomeado em homenagem a Leonhard Euler) é um site de problemas matemáticos criado por Colin Hughes em 2001. O site contém problemas de diversos níveis de dificuldade,  cuja solução requer conhecimentos de matemática e programação. Após resolver um problema, o usuário ganha acesso a um fórum de discussões sobre o mesmo, onde pode discutir a solução e compartilhar sua resposta com outros usuários. Desde sua criação, Project Euler tem ganho popularidade e atraído usuários do mundo inteiro.